# عزيز الفاضلي
عزيز الفاضلي (1934 – 2021) ممثل ومقدم برامج مغربي، قدّم عدد من المسلسلات والبرامج الفنية، وقدم النشرة الجوية في الثمانينات على التلفزيون المغربي. تعد شخصية «بئيس الديس» من مسلسل «صور عائلية» الذي عُرض في التسعينيات من أشهر الشخصيات التي قدمها في أعماله.
عزيز الفاضلي هو والد الفنانة الكوميدية حنان الفاضلي والمخرج عادل الفاضلي.

## أعماله

### مسلسلات
- صور عائلية
- 2007: لابريكاد
- 2011: لابريكاد 2
- 2014: شيب وشباب

### أفلام
- 1990: عرس الآخرين
- 1994: أبواب الليل السبعة
- 2008: حد الصداقة
- 2018: بلا موطن
- 2019: نساء الجناح ج
- 2019: البركة في راسك

## وفاته
توفي فجر يوم الجمعة 14 ربيع الآخر 1443 هجريًّا الموافق 19 نوفمبر 2021 ميلاديًّا في آيندهوفن بهولندا عن عمر ناهز 87 عامًا، حيث كان يرقد في أحد المستشفيات بسبب إصابته بمرض فيروس كورونا المستجد كما أنه عانى من مرض القلب المزمن.

## وصلات خارجية
- عزيز الفاضلي على موقع IMDb (الإنجليزية)
- عزيز الفاضلي على موقع قاعدة بيانات الأفلام العربية